# Saint Thomas Parish
Saint Thomas ist ein Landkreis (parish) im Südosten Jamaikas. Hauptstadt ist Morant Bay. Der Nationalheld Paul Bogle wurde hier geboren.

## Geschichte
Als Christoph Kolumbus 1494 zum ersten Mal nach Jamaika kam, war die Insel von den Tainos (auch Arawak genannt) bewohnt. Die spanischen Siedler errichteten Rinderfarmen in Morant Bay und Yallahs. Nach der Eroberung durch England ab 1655 wurden Bewohner anderer Kolonien nach Saint Thomas eingeladen. Rund 1600 Menschen, vor allem aus St. Kitts und Nevis, kamen. Zwei Drittel starben jedoch schnell an Fieber. 
1674 landete der französische Admiral Du Casse in Morant Bay. Einen Monat lang verwüstete er die Stadt, tötete viele Einwohner und nahm die Sklaven gefangen. Später siedelten sich flüchtige Sklaven in die umliegenden Berge an. Sie wurden Maroons genannt und schlossen sich mit vergleichbaren Gruppen in Portland zu den Windward Maroons zusammen.
Nach dem Ende der Sklaverei 1834 kam es 1865 zum Morant-Bay-Aufstand. Ehemaligen Sklaven fühlten sich bei der Landverteilung benachteiligt. Eine Gruppe kleiner Bauern unter der Führung von Paul Bogle zogen nach Spanish Town um Gouverneur Eyre auf ihre Probleme aufmerksam zu machen. Sie wurden jedoch nicht eingelassen. Am 11. Oktober zogen Bogle und 200 – 300 seiner Anhänger mit Stöcken bewaffnet zum Gerichtsgebäude von Morant Bay, wo sie eine Versammlung abhielten. Ein schnell ausgerufenes Versammlungsverbot wurde ignoriert. Einige Demonstranten begannen Steine auf Wachen zu werfen. Diese schossen zurück und töteten sieben Personen und zerstreuten so die Gruppe. Die Gruppe kehrte jedoch zurück, brannte das Gerichtsgebäude nieder und tötete die Menschen die daraus flohen. Am nächsten Tag hatten sich bereits über 2000 Menschen der Revolte angeschlossen. Gouverneur Edward Eyre entsandte Truppen in die Region, die den Aufstand niederschlugen. 439 Menschen wurden getötet, 354, darunter Bogle, verhaftet. Die meisten Gefangenen wurden später hingerichtet, über 1000 Häuser wurden zerstört.
Ein schwerer Schlag für den Landkreis Saint Thomas war die Schließung des Golden Grove Sugar Estate, einer Zuckerrohrplantage und Zuckerfabrik in Duckenfield bei Morant Bay, im Juli 2019.

## Geographie
Saint Thomas liegt im Süden von Portland und im Osten von Saint Andrew. Auf 742,8 km² lebten 2001 rund 93.000 Menschen.
Saint Thomas ist bergig. Die Port Royal Mountains, die Queensbury Ridge und die Blue Mountains durchziehen das Gebiet. Im Süden liegt Yallahs Hill, mit 729,7 Metern höchster Punkt des Parishs. Zwischen Yallahs und Hector's River erstreckt sich ein großes Feuchtgebiet. Klippen und Strände prägen die Küstenlinie.
Yallahs River (36,9 km) und Morant River (21,9 km) durchfließen das Gebiet, dazu kommt der Plaintain Garden River der als einziger Fluss Jamaikas noch Osten fließt.
Neben Gips und Marmor gibt es in der Umgebung von Bath Asbest- und Talkvorkommen.

## Wirtschaft
Landwirtschaft ist der bedeutendste Wirtschaftszweig. Zucker und Bananen werden für den Export angebaut. Die kleinen Farmer ernten vor allem heimische Obstsorten. Eine eingeführte Obstsorte, die auf Jamaika „Naseberry“ genannt wird (wiss. Name Manilkara achras), wird häufig am Straßenrand angeboten. Daneben gibt es eine Reihe Fabriken, die neben Lebensmitteln auch Elektroartikel herstellen.